# Cyphomyrmex transversus
Cyphomyrmex transversus é uma espécie de inseto do gênero Cyphomyrmex, pertencente à família Formicidae.

## Distribuição
São encontradas na América do Norte.